# Первомайск (Оренбургская область)
Первома́йск — деревня в Кувандыкском городском округе Оренбургской области.

## География
Находится на расстоянии примерно 9 километров по прямой на юг-юго-восток от окружного центра города Кувандык.

## Климат
Климат умеренно континентальный. Времена года выражены чётко. Среднегодовая температура по району изменяется от +4,0 °C до +4,8 °C. Самый холодный месяц года — январь, среднемесячная температура около −20,5…−35 °C. Атмосферных осадков за год выпадает от 300 до 450—550 мм, причём большая часть приходится на весенне-летний период (около 70 %). Снежный покров довольно устойчив, продолжительность его, в среднем, 150 дней.

## История
Основана в 1950-х годах, когда на это место были переведены жители деревни Ярташка (ныне не существует). Причина перемещения Ярташки — удалённость от райцентра и от основных пахотных земель. Название получила по колхозу «1 Мая», правление которого было переведено сюда из Кувандыка. До 2016 года входила в Первомайский сельсовет Кувандыкского района, после реорганизации этих муниципальных образований в составе Кувандыкского городского округа.

## Население
Постоянное население в 2002 году составляло 536 человек (русские — 55 %, башкиры — 32 %), 499 в 2010 году.